# Hans-Jürgen Gede
Hans-Jürgen Gede (ur. 14 listopada 1956 w Gelsenkirchen, RFN) – niemiecki piłkarz, grający na pozycji pomocnika, trener piłkarski.

## Kariera piłkarska
W 1975 rozpoczął karierę piłkarską w miejscowej drużynie FC Schalke 04. W 1977 roku przeszedł do Preußen Münster. W 1979 został zaproszony do Fortuny Köln, w której grał przez 12 sezonów i gdzie zakończył karierę piłkarza w roku 1991.

## Kariera trenerska
Po zakończeniu kariery piłkarza rozpoczął pracę szkoleniowca. 24 stycznia 1992 został mianowany na stanowisko głównego trenera Fortuny Düsseldorf, którą kierował przez dwa miesiące do 26 marca 1992. Potem od lipca 1992 do 17 stycznia 1993 pomagał trenować rodzimy FC Schalke 04. Latem 1993 wyjechał do Iranu, gdzie najpierw pomagał trenować Pirouzi FC, a w następnym roku stał na czele klubu. Również w 1994 został szkoleniowcem młodzieżowej reprezentacji Iranu. W końcu 1995 podał się do dymisji. W połowie 1996 podpisał kontrakt z KSV Hessen Kassel, którym kierował do 31 marca 1997. Od lipca 1999 do końca 2000 prowadził SV Lippstadt 08. Od lata 2001 do czerwca 2003 pomagał trenować Rot-Weiß Oberhausen. Potem został zaproszony do sztabu szkoleniowego narodowej reprezentacji Uzbekistanu, a 9 lutego 2005 objął stanowisko selekcjonera reprezentacji. Po nieudanych występach 30 marca 2005 został zwolniony. Potem prowadził irański Shahid Ghandi Yazd, Al-Ahli Club (Manama) z Bahrajnu, malezyjski Kuala Lumpur FA, azerski Neftçi PFK, Okktha United FC z Mjanmy oraz libijski Al Tahaddy Benghazi. W lipcu 2010 powrócił do Iranu, gdzie pomagał trenować Esteghlal Teheran, Zob Ahan Isfahan oraz Aluminium, w którym potem został głównym trenerem. Na początku 2014 został zwolniony. Od lutego 2016 szkoli zespół Hedefspor Hattingen, występujący w Fußball-Westfalenliga (VI poziom).

## Sukcesy i odznaczenia

### Sukcesy piłkarskie
FC Schalke 04
- wicemistrz RFN: 1976/77

Fortuna Köln
- finalista Pucharu RFN: 1983

### Sukcesy trenerskie
Pirouzi FC
- mistrz Iranu: 1993/94
- zdobywca Superpucharu Teheranu

Esteghlal Teheran (jako asystent)
- zdobywca Pucharu Hazfi: 2010/11